# Ereshkigal
Trong thần thoại Mesopotamian, Ereshkigal (𒀭𒊩𒆠𒃲 DEREŠ.KI.GAL, nghĩa đen "Nữ thần Đất Lớn") là nữ thần của Kur, vùng đất của người chết hoặc âm phủ trong thần thoại Sumer. Trong các huyền thoại Đông Semit sau này, bà được cho là trị vì Irkalla cùng với chồng là Nergal. Đôi khi bà được gọi là Irkalla, tương tự như cách mà tên Hades được sử dụng trong thần thoại Hy Lạp để chỉ đồng thời cả âm phủ và người trị vì, và cũng có khi bà được gọi là Ninkigal, nghĩa đen "Nàng Đất Lớn".
Trong thần thoại Sumer, Ereshkigal là người duy nhất có quyền năng vượt lên trên sự phán xét ở Địa phủ và là người đặt ra luật lệ trong vương quốc của mình. Ngôi đền chính của bà được đặt tại Kutha. Trong bài thơ cổ tiếng Sumer Inanna xuống Địa ngục, Ereshkigal là chị gái của Inanna. Hai huyền thoại chính liên quan đến Ereshkigal là câu chuyện về Inanna xuống Địa ngục và câu chuyện về cuộc hôn nhân của Ereshkigal với thần chết Nergal.

## Thần thoại
Trong thần thoại Sumer cổ đại, Ereshkigal là Nữ vương của Địa phủ và là chị gái của nữ thần Inanna. Inanna và Ereshkigal đại diện cho hai thái cực đối lập. Inanna là Nữ vương Thiên giới, còn Ereshkigal là nữ vương của thế giới ngầm. Ereshkigal đóng một vai trò rất nổi bật và quan trọng trong hai truyền thuyết dưới đây.

### Inanna xuống Địa ngục
Huyền thoại đầu tiên có mặt Ereshkigal là từ bài thơ sử thi Sumer cổ đại "Inanna xuống Địa Ngục". Trong bài thơ, Innana xuống Địa ngục Kur để tìm cách chinh phục lãnh địa của chị gái. Khi Innana đòi qua cổng Địa ngục, Ereshkigal ra lệnh cho người gác cổng cho bà đi qua từng cánh cổng một, cứ mỗi lần qua cổng lại phải cởi bỏ một món trang phục, đại diện cho một thứ quyền năng mà bà sở hữu. Khi qua cánh cổng thứ bảy cuối cùng, Inanna hoàn toàn trần trụi và bị tước hết sức mạnh. Bà bị bảy phán quan Địa ngục phán tội kiêu ngạo và bị đánh chết, xác bị treo lên móc câu. Ba ngày sau, hầu cận của Inanna là nữ thần Ninshubur cầu xin các vị thần mang Inanna trở lại, nhưng tất cả bọn họ đều từ chối ngoại trừ Enki. Ông đã phái hai sinh vật vô tính xuống giải cứu Inanna. Chúng hộ tống Inanna ra khỏi Địa ngục, nhưng các con quỷ hộ pháp Địa ngục galla đi theo bà để bắt một người khác xuống để thay thế. Inanna thấy người chồng Dumuzid không khóc thương trước cái chết của mình nên đã để cho quỷ galla kéo ông xuống Địa ngục. Dumuzid cuối cùng được phép trở lại thiên đường trong nửa năm, còn chị gái ông Geshtinanna phải thay phiên ở lại địa ngục trong thời gian đó, dẫn đến chu kỳ của các mùa trong năm.

### Kết hôn với Nergal
Truyền thuyết khác là câu chuyện về Nergal, vị thần của dịch bệnh, chết chóc và chiến tranh. Một lần, các vị thần tổ chức một bữa tiệc, Ereshkigal là nữ vương của Địa ngục nên không thể đến tham dự. Bà cử tể tướng Namtar đến thay thế vị trí của mình. Ông được tất cả các vị thần khác kính trọng, ngoại trừ Nergal, vị thần này đã không đứng dậy để chào mừng. Ereshkigal giận dữ bắt Nergal phải xuống Địa ngục để chuộc tội.
Trong một phiên bản, Nergal đi xuống Địa ngục cùng với 14 con quỷ. Khi đến nơi, ông bị bắt đi qua bảy cánh cổng để tước đi hết các quyền phép cho đến khi trần trụi. Nhưng ở mỗi cánh cổng, Nergal đối phó bằng cách giao ra hai con quỷ thay vì trang phục của mình. Khi đến trước ngai vàng, ông quật ngã Namtar và kéo Ereshkigal xuống sàn. Ông định chém chết Ereshkigal bằng rìu nhưng bà xin tha, hứa sẽ làm vợ ông và cùng nhau san sẻ quyền lực. Ông đồng ý. Tuy nhiên, Nergal vẫn phải rời khỏi thế giới ngầm trong sáu tháng, vì vậy Ereshkigal trả lại cho ông ta những con quỷ và cho phép ông lên mặt đất trong thời gian đó, sau đó lại trở về với bà. Huyền thoại này nhằm giải thích cho lí do tại sao các cuộc chiến tranh xảy ra theo các mùa.
Trong các truyền thuyết sau này, Nergal xuống Địa ngục theo lời chỉ dẫn của Enki. Ông được cảnh báo rằng không được ngồi, ăn, uống hoặc tắm rửa ở Địa ngục, cũng như không được ngủ với Ereshkigal. Tuy nhiên, mặc dù làm theo tất cả mọi chỉ dẫn, nhưng Nergal vẫn bị nữ thần cám dỗ và ngủ với bà trong sáu ngày. Vào ngày thứ bảy, ông trốn thoát trở lại mặt đất, khiến Ereshkigal khổ sở. Namtar được cử đi để mang Nergal trở lại, nhưng Enki đã cải trang cho ông thành một vị thần khác khiến Namtar bị qua mặt. Ereskhigal phát hiện ra và bắt Nergal quay lại Địa ngục một lần nữa. Lần này Nergal trở về một mình, giận dữ ném Ereskhigal xuống khỏi ngai vàng, nhưng rồi họ lại ngủ với nhau thêm sáu ngày nữa. Sau đó, Nergal trở thành chồng của Ereshkigal.

## Các vị thần liên quan
Trong một số phiên bản của thần thoại, Ereshkigal tự mình cai trị Địa ngục, nhưng trong các phiên bản khác, Ereshkigal cai trị cùng với một người chồng dưới quyền là Gugalanna Thiên ngưu, và thời kỳ sau này là trị vì ngang hàng với thần chết Nergal.
Trong cuốn sách của mình, Thần thoại Sumer: Một nghiên cứu về thành tựu tâm linh và văn học trong thiên niên kỷ thứ ba trước công nguyên, học giả Sumer cổ đại nổi tiếng, Samuel Noah Kramer viết rằng, theo đoạn mở đầu của bài thơ Sumer cổ, "Gilgamesh, Enkidu, và Địa ngục, "Ereshkigal bị Kur bắt cóc và đưa xuống Địa ngục, và bị ép buộc phải trở thành nữ vương của Địa ngục. Để trả thù, thần nước Enki lên đường đi giết Kur. Kur phòng thủ bằng cách ném những tảng đá đủ cỡ vào Enki và dâng sóng lên đánh lật thuyền Enki. Bài thơ không thực sự giải thích ai là người chiến thắng cuối cùng của trận chiến, nhưng ngụ ý rằng Enki đã chiến thắng. Samuel Noah Kramer liên hệ huyền thoại này với huyền thoại Hy Lạp cổ đại về vụ bắt cóc Persephone, khẳng định rằng câu chuyện Hy Lạp có lẽ bắt nguồn từ câu chuyện Sumer cổ đại.

## Tôn giáo dân gian Graeco-La Mã

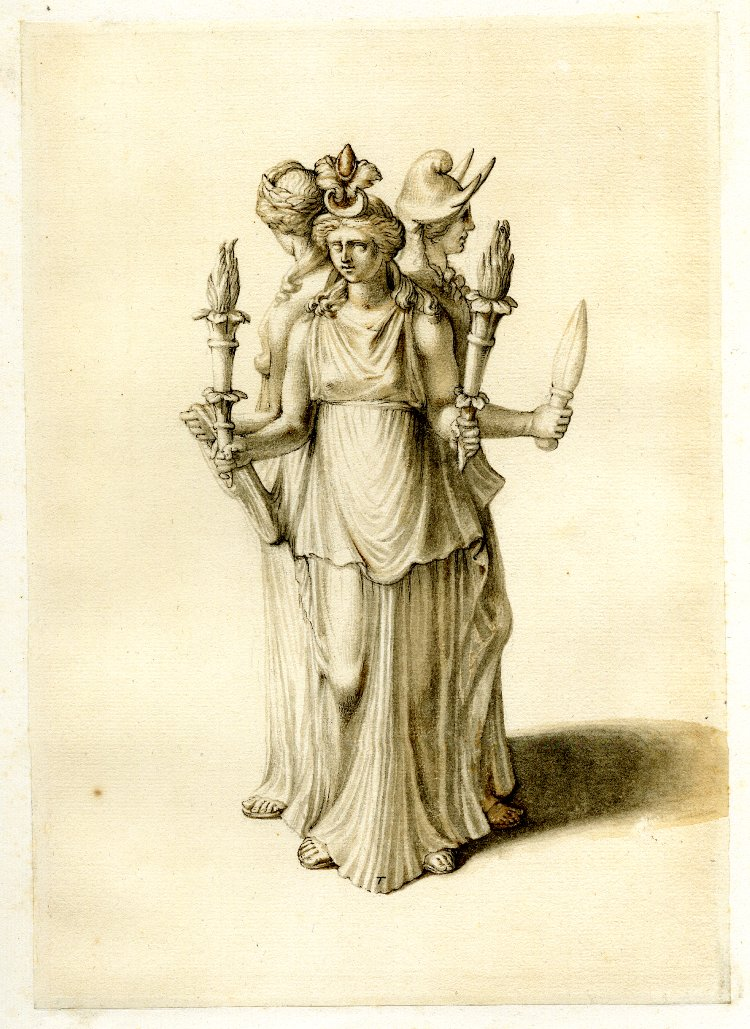
Một bản vẽ đầu thế kỷ XIX về một bức tượng Hecate, người được đồng nhất với Ereshkigal.

Trong thời gian sau đó, người Hy Lạp và La Mã dường như đã đồng nhất Ereshkigal với nữ thần ma thuật Hecate. Trong tiêu đề của một câu thần chú trong bộ sưu tập giấy cói của Đại học Michigan, có từ cuối thế kỷ thứ ba hoặc đầu thế kỷ thứ tư sau Công nguyên, Hecate được gọi là "Hecate Ereschkigal" và được triệu hồi bằng những thần chú ma thuật để giảm bớt nỗi sợ của người triệu hồi về sự trừng phạt ở thế giới bên kia.

## Dẫn nguồn
1. ↑  "Ereshkigal", Encyclopædia Britannica Ultimate Reference Suite DVD, 2003.
2. 1 2  "Inana's descent to the nether world: translation". etcsl.orinst.ox.ac.uk.
3. ↑  "Inanna's Descent: A Sumerian Tale of Injustice". Truy cập ngày 15 tháng 1 năm 2020.
4. ↑  Wolkstein, Diane, and Samuel Noah Kramer. Inanna: Queen of Heaven and Earth: Her Stories and Hymns from Sumer. Harper & Row, Publishers, 1983, New York.
5. ↑  "Inana's descent to the nether world: translation". etcsl.orinst.ox.ac.uk.
6. ↑  Black & Green 1992, tr. 136.
7. ↑  "Nergal and Ereshkigal" in Myths from Mesopotamia, trans. S. Dalley (ISBN 0-199-53836-0)
8. ↑  Rikvah Harris (2003). Gender and Aging in Mesopotamia: The Gilgamesh Epic and Other Ancient Literature. University of Oklahoma Press. ISBN 978-08-061353-9-7.
9. ↑  Kramer, Samuel Noah. Sumerian Mythology: A Study of Spiritual and Literary Achievement in the Third Millennium B.C.: Revised Edition. University of Pennsylvania, 1944, Philadelphia. (Pages 76-79) http://www.sacred-texts.com/ane/sum/sum08.htm
10. ↑  Hans Dieter Betz, "Fragments from a Catabasis Ritual in a Greek Magical Papyrus", History of Religions 19,4 (May 1980):287-295